# Bom Jesus (Rio Grande do Norte)
Bom Jesus este un oraș în Rio Grande do Norte (RN), Brazilia.